# Тадулинський монастир
Тадулинський Свято-Успенський монастир (біл. Тадулінскі Свята-Успенскі манастыр) — колишній василіянський монастир у с. Тадулино, знаходився в мальовничій місцевості на березі озера Вимно (колись — Тадулинське) у Вітебському районі Вітебської області в Білорусі. Церква і монастир від заснування і до 1839 року мали назву Різдва Пресвятої Богородиці.
Монастир був місцем Марійського культу, у головному вівтарі храму містилася чудотворна ікона Матері Божої Тадулинської, подарована монастирю фундатором Тадеушем Огінським у 1743 році.

## Історія
Монастир василіян був заснований у 1743 році князем Тадеушем Огінським, великим писарем Великого Князівства Литовського, каштеляном Троцьким, воєводою Троцьким.
Кам'яний унійний храм у стилі Віленського бароко в Тадулино був побудований у 1769—1774 роках на місці старої дерев'яної церкви. Освячення церкви у 1793 році звершив архієпископ Полоцький Іраклій Лісовський.
Після скасування Унії монахи Тадулинського монастиря особливо відзначилися сильною вірою і небажанням переходити на православ'я. Останній ігумен Тадулинського василіянського монастиря о. Сильвестр Буковський за небажання переходити на православ'я був засланий в Єкабпільський монастир, де помер у 1849 році, не відмовившись від католицької віри, про що засвідчив у своєму заповіті.

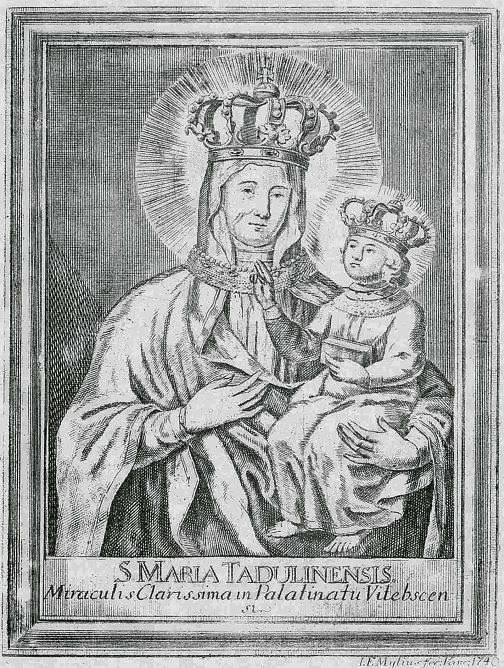
Тадулинська ікона Божої Матері

У 1839 році унійний монастир перетворений на православний чоловічий, у 1888 році — став жіночим. На початок XX ст. у монастирі проживало 53 черниці, настоятелька Аристоклія.
Після Жовтневого перевороту з метою збереження колишнього способу життя, черниці змушені були організувати колгосп. Але Суражський райвиконком запропонував монахиням іти до родичів або в один із навколишніх колгоспів. Приміщення та майно монастиря перейшли у власність колгоспу, організованого в с. Слобода. Частина земель була передана колгоспам інших сіл.
У 1922 році значна кількість елементів внутрішнього оздоблення храму, ікон, особливо покритих дорогоцінними металами була вивезена владою, а у 1928 році монастир був остаточно закритий. Тоді також пропала чудотворна ікона Богородиці. У 1945 році церкву було висаджено в повітря, а близько 1960 року розібрано рештки монастирських мурів.
4 квітня 2011 року Синод Білоруської Православної Церкви ухвалив рішення про відродження Свято-Успенського жіночого монастиря.

## Архітектура храму
Церква була прямокутною в плані, з увігнуто-опуклим фасадом із двома вежами, розділеними пілястрами та увінчаними трикутним фронтоном. На ній був зображений герб Василіянського Чину: вогненний стовп з написом «Talis Est Basilius Magnus». Всередині було п'ять мармурових вівтарів, на прохання засновника збудованих за зразком ретабло в костелі францисканців у Сєнно.
Головний вівтар із чудотворною іконою Матері Божої, розміщений під навісом, відділяв місце для хору і виднівся над низьким іконостасом.

## Галерея

Історичні зображення
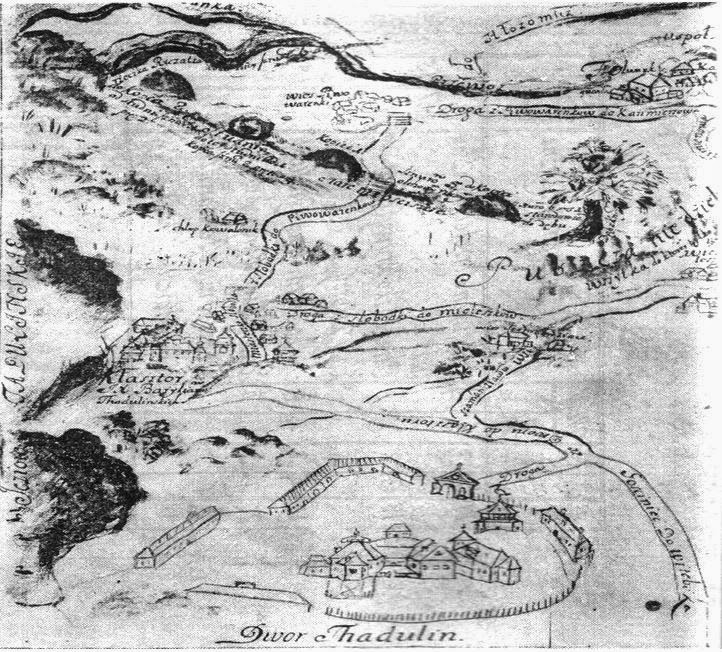
План маєтку Огінських у Тадулині, 1743
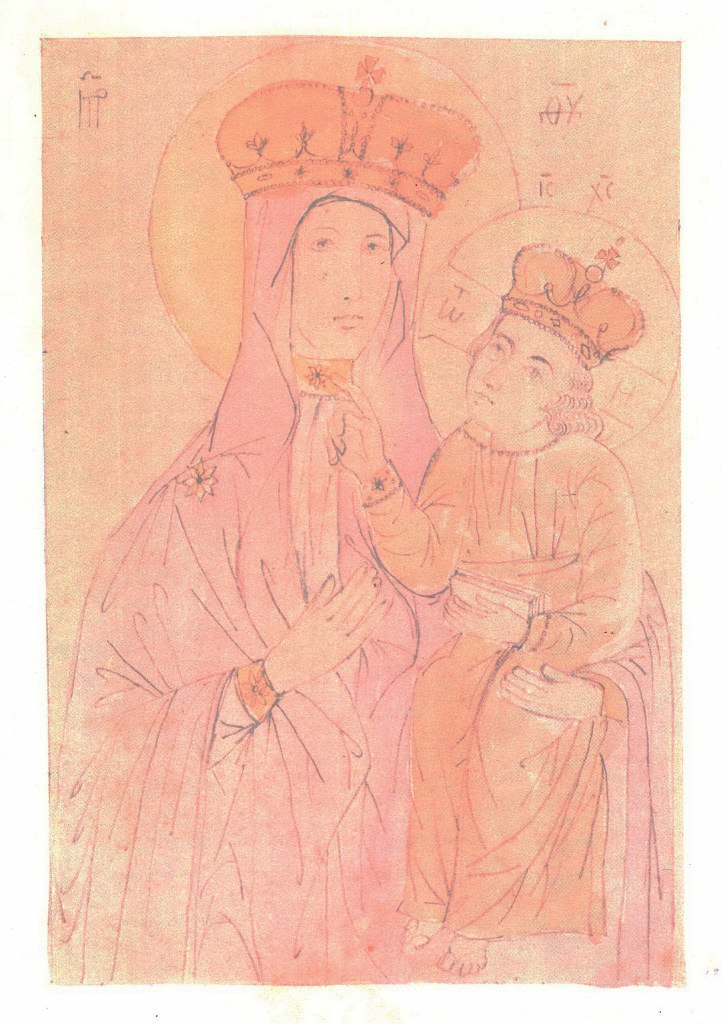
Тадулинська ікона Матері Божої, Дмитрій Струков, між 1864 і 1867 рр.
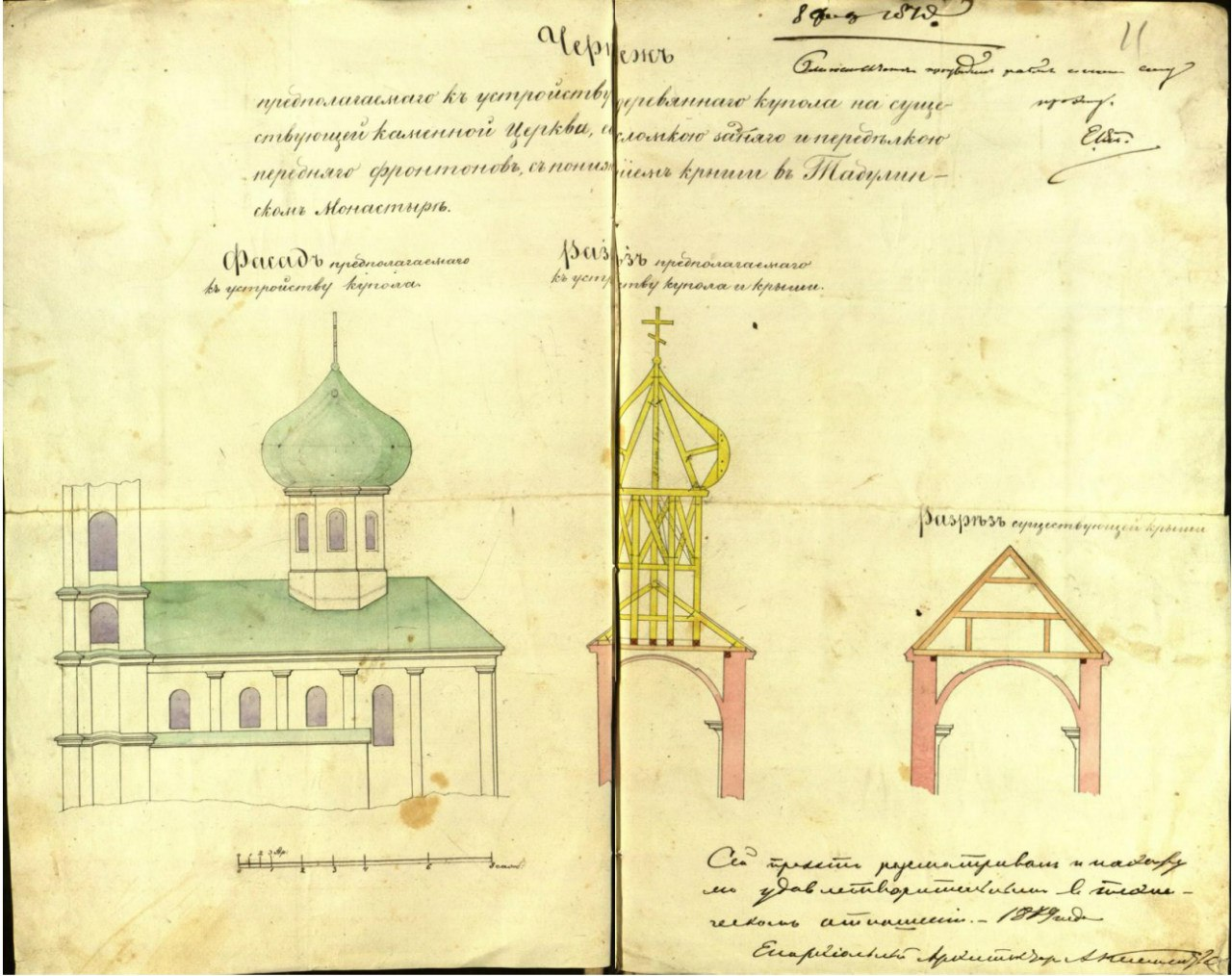
План перебудови монастирського храму, 1879 р.
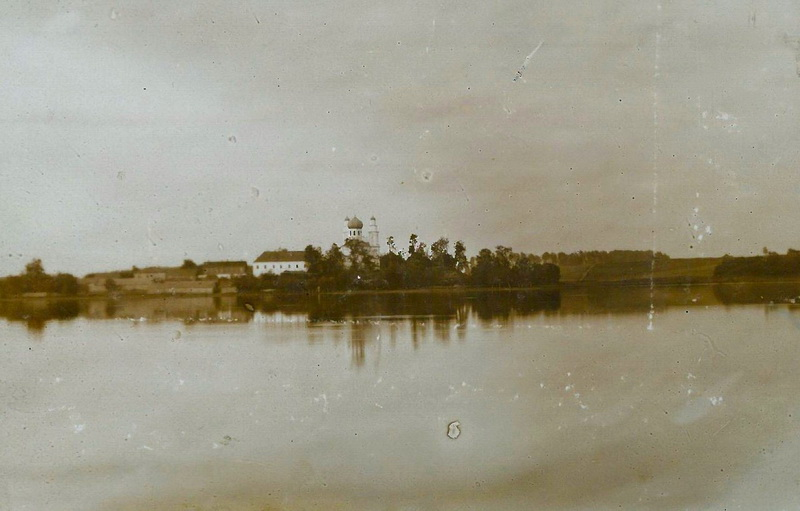
Тадулинський монастир до 1918 р.